# Варварук Дмитро Ігорович
Ді́ма Варвару́к (Варварук Дмитро Ігорович, нар. 5 квітня 1998, р. Топільське, Івано-Франківська область) — український блогер, автор пісень. Співзасновник блогерського проєкту «Сільрада» на YouTube. 2019 року отримав Срібну кнопку YouTube.

## Життєпис
Народився 5 квітня 1998 року в с. Топільське, мати Оксана та батько Ігор, має чотирьох братів та сестер. Навчався в Івано-Франківському коледжі ім. Степана Граната на спеціальності «комп'ютерна інженерія», закінчив бакалаврат Івано-Франківського технічного університету нафти й газу на аналогічній спеціальності. 2020 та 2021 року закінчив Університет Короля Данила за напрямками «журналістика» та «ком'ютерна інженерія».
З 2014 року Дмитро публікує в Instagram «Інстабабцю» (справжнє ім'я Оксана, бабуся Дмитра), її поява дала популярності блогера
2017 року знявся у кліпі DZIDZIO «Банда-банда».
2020 року Дмитро з блогеркою Юлією Вербинець опублікував пародію на пісню «Валентинка», яка очолила тренди YouTube.
2020 року став співорганізатором та рекордсменом у Національному реєстрі рекордів України: «Наймасовіша онлайн лекція в університеті, яка транслюється на YouTube».
2021 року знявся у фільмі DZIDZIO — Де гроші, зіграв роль поліцейського, його напарником був Олексій Тритенко.
У грудні 2021 року Дмитро став продюсером та актором фільму «Чарівний глечик», в сюжеті якої історія сільських парубків, які прагнуть кращого життя.
У червні 2022 року випустив пародію на пісню Kalush, змінивши текст на: «Євдокія, бабо. Бабо, Євдокія. Засіває поле, а Росія тліє».

## Проєкти
Співзасновник проєкту Silrada, який створює музичні пародії. В травні 2020 року Дмитро з блогерами Юлією Вербою та Тьомою Паучеком опублікували пісню «Білка», що тривалий час була у топі пісень на Apple Music та посіла першу сходинку трендів YouTube.

## Досягнення
- 2019 - Срібна кнопка YouTube.[3]
- 2020 - рекордсмен у Національному реєстрі рекордів України: «Наймасовіша онлайн лекція в університеті, яка транслюється на YouTube».

## Відеокліпи
| Рік  | Кліп                                                 | Посилання     |
| ---- | ---------------------------------------------------- | ------------- |
| 2019 | GAYAZOV$ BROTHER$ — До встречи на танцполе (пародія) | [ 30 ]        |
| 2019 | Жигуль — ПАРОДІЯ Дима Билан — Молния                 | [ 31 ]        |
| 2019 | Я студент, пародія Tones and I — Dance Monkey        | [ 1 ]         |
| 2020 | Мэвл — Холодок Валентинка (пародія)                  | [ 32 ] [ 33 ] |
| 2020 | Білка — Діма Варварук (feat. Pauchek & Verbaaa)      | [ 34 ]        |
| 2020 | Raim — Двигаться (пародія)                           |               |
| 2022 | Євдокія — пародія Kalush — Stefania                  | [ 35 ]        |